# Sobranie
La Sobranie (in macedone Собрание?, it: Assemblea; per esteso: Собрание на Република Северна Македонија, in albanese: Kuvendi i Republikës së Maqedonisë së Veriut, "Assemblea della Repubblica di Macedonia del Nord") è il parlamento monocamerale della Macedonia del Nord. Esso rappresenta il popolo macedone ed è composto da 120 membri, eletti per un mandato quadriennale con sistema proporzionale.